# Маккирни, Патрик
Патрик Оливер Маккирни (ирл. Pádraig Oliver McKearney; 18 декабря 1954, Мой, графство Тирон — 8 мая 1987, Лафголл, графство Арма) — североирландский марксист, волонтёр Ирландской республиканской армии («временное» крыло, Восточно-Тиронская бригада), погибший во время боя против британских спецназовцев в Лафголле в мае 1987 года.

## Ранние годы
Патрик Маккирни вырос в местечке Мой графства Тирон и воспитывался в семье ирландских республиканцев. Оба его деда — дед по матери из ирландского графства Роскоммон и дед по отцу из графства Тирон — участвовали в ирландской войне за независимость как бойцы ИРА. Патрик обучался в местных начальных школа Колледжлэнда и Моя, а также учился в академии Святого Патрика в Данганноне, но начавшийся конфликт в Северной Ирландии прервал его обучение.

## Служба в ИРА
Маккирни вступил во временное крыло ИРА и уже в 1972 году был арестован по обвинению во взрыве почтовой станции в Мое. Шесть недель он провёл под арестом и затем был освобождён по причине недостаточных доказательств. В декабре 1973 года состоялся второй арест по обвинению в незаконном хранении огнестрельного оружия: Маккирни получил семь лет тюрьмы, которые провёл в тюрьмах Лонг-Кеш и Мэджиллиган. 13 мая 1974 погиб брат Патрика, Шон Маккирни, который также служил в ИРА. В 1977 году Патрик был освобождён, но в августе 1980 года его снова осудили и уже на 14 лет тюрьмы. Патрика вместе с Джерардом О’Каллаханом, ещё одним добровольцем ИРА, поймали спецназовцы Особой воздушной службы, изъяв у них заряженный пистолет-пулемёт STEN. В том же году приговорённый к пожизненному лишению свободы старший брат Патрика Томми участвовал в голодовке, продолжавшейся 53 дня, но выжил, а брат Кевин и дядя Джек Маккирни были убиты лоялистами.
25 сентября 1983 из тюрьмы Мэйз сбежали сразу 38 человек, среди которых был и Патрик Маккирни. В начале следующего года он вернулся в ИРА, став бойцом Восточно-Тиронской бригады ИРА. Вместе с повстанцем Джимом Лина Маккирни выработал новую стратегию партизанской войны, заключавшуюся в нападениях на базы Королевской полиции Ольстера, Британской армии и Ольстерского оборонного полка и разрушениях баз, чтобы перекрыть каналы снабжения подразделений силовиков. Этот план получил название так называемой «третьей фазы войны», в ходе которой ИРА решила уже бороться за конкретные территории и удерживать их любой ценой. К несчастью, план не получил дальнейшего развития, поскольку ряд боевиков был уничтожен в результате последующих спецопераций британских сил, а ИРА недосчиталась огромного количества единиц оружия и боеприпасов (особенно после перехвата транспорта из Ливии со 120 тоннами оружия и припасов). Сам Маккирни по духу был близок к марксизму и маоизму, как и Джим Лина (уроженец графства Монахан), который предлагал вести партизанскую войну по примеру китайских красных партизан.
В 1985 году командиром Восточно-Тиронской бригады стал Патрик Келли, который приступил к реализации стратегии. Было принято решение атаковать несколько баз Королевской полиции Ольстера, которые были разрушены: те же, кто пытался их отстроить, чаще всего ликвидировались на месте. Так были уничтожены казармы Баллиголи в декабре 1985 года (после обстрела из самодельного миномёта двое полицейских погибли) и база Бёрчес в августе 1986 года (заминированный экскаватор протаранил заградительную стену и взлетел на воздух). Организатором этих атак был именно Маккирни, который стал благодаря своему опыту одним из самых особо опасных бойцов ИРА.

## Гибель
8 мая 1987 года восемь добровольцев ИРА — Джим Лина, Патрик Келли, Деклан Артурс, Шеймус Доннелли, Тони Гормли, Юджин Келли, Джерард О'Каллахан и Патрик Маккирни — решили разрушить полицейский участок в местечке Лафголл, следуя своему плану атаки на базу Бёрчес. Они собирались заминировать экскаватор и протаранить им стену, а часть боевиков должна была прибыть на микроавтобусе и обстрелять участок из автоматического оружия.  O намерениях боевиков узнали британцы и подготовили засаду: отряд SAS расстрелял всех повстанцев, которые, однако, успели взорвать бомбу. Маккирни был похоронен в родном городе через пять дней, спустя ровно 13 лет после гибели брата Шона.